# Álvaro Cubillo de Aragón
Álvaro Cubillo de Aragón (Almagro, 1590-Madrid, 21 de octubre de 1661), autor dramático español del Siglo de Oro, perteneciente a la estética barroca y discípulo de Pedro Calderón de la Barca.

## Biografía
Nació en una familia acomodada, pero no terminó los estudios de leyes y ejerció la profesión de escribano en su ciudad natal, oficio por el que nunca sintió el menor entusiasmo. Fue alcalde perpetuo de la Cárcel Real de Calatrava en Granada, donde vivió entre 1622 y 1640, ejerciendo ocasionalmente de censor de comedias (aprobó una obra de Antonio Mira de Amescua en 1622); después vivió en Córdoba y en Sevilla y en todas estas ciudades frecuentó los círculos literarios. Incluso llegó a ser comediante ocasionalmente. Casó con la granadina Inés del Mar, y de ella tuvo doce hijos, por lo que anduvo siempre luchando con continuas estrecheces económicas. En un romance se presenta así:
Hiciéronme conocido,
cuando muchacho, las clases,
cuando joven las audiencias,
cuando adulto los corrales...
En 1641 se estableció en Madrid, tras la compra de un cargo de escribano del Ayuntamiento; sus apuros económicos le llevaron entonces a escribir numerosas poesías de circunstancias. Cuando el duque de Gramont llegó a Madrid como embajador extraordinario de Francia para firmar la paz de los Pirineos, Cubillo fue encargado de escribir la relación de sucesos de su entrada y de las fiestas que se le hicieron.

## Obra
Álvaro Cubillo compuso alrededor de cien obras dramáticas, de las que se conserva la cuarta parte. En El enano de las Musas (Madrid, 1654) se concentra la mayor parte de su obra lírica y doce de sus piezas dramáticas.
En cuanto a su obra lírica, cabe mencionar el poema Curia leónica (1625), una silva dedicada al Conde-duque de Olivares, donde representa a Felipe IV en figura de león y a los ministros bajo la alegoría de animales. Este poema político fue refundido veinticinco años después, hacia 1649 o 1650, para alabar al sucesor del valido, don Luis Méndez de Haro, con el título de Las cortes del león y del águila, y publicado en 1654 con el resto de sus obras.
Destaca especialmente en la comedia de costumbres, en la que se muestra un sagaz observador del detalle menudo y significativo. Aunque no es original en la elección de los asuntos, su acabado técnico es perfecto. Por eso mejora casi siempre las comedias que refunde. Utiliza los recursos estilísticos del conceptismo y del culteranismo. Sabe, además, divertir al espectador. Dejó constancia de sus ideas dramáticas en una Carta que escribió el autor a un amigo suyo nuevo en la Corte, donde declara su aborrecimiento por las comedias que tocan temas desagradables y horrores. Quiere entretener al espectador y hacerle olvidar sus angustias con piezas intrascendentes, "entretenidas, alegres, caprichosas".
La obra maestra de Cubillo es Las muñecas de Marcela. Pese a su título, es una comedia de capa y espada. La habitación de las muñecas de Marcela sirve para dar albergue a un fugitivo del que acaba enamorándose. La comedia revela la evolución de Marcela hacia el amor desde su infancia. Otro valor de la comedia es la defensa que hace de la tolerancia y el perdón, que se refleja a través del tema del conflicto generacional: el viejo es inflexible, los jóvenes tolerantes.
La perfecta casada, Perderse por no perderse, El señor de Noches Buenas (donde hay una situación similar a la pintada por Edmond Rostand en su Cyrano de Bergerac) y El invisible príncipe del baúl (comedia de figurón) son otras comedias de costumbres famosas de Cubillo.
Pertenecen a una etapa primitiva y más lopesca de Cubillo otra serie de comedias donde su arte se presenta menos acabado; por ejemplo, Añasco el de Talavera, una comedia insulsa que toma algunos elementos de La Fénix de Salamanca de Antonio Mira de Amescua. En efecto, en sus primeras obras se advierte el influjo de este y de Lope de Vega. En las siguientes se muestra por el contrario seguidor de la comedia calderoniana.
Entre las obras históricas destacan Elisa Dido, reina y fundadora de Cartago, que magnifica al personaje virgiliano de la reina Dido, y Los desagravios de Cristo, que presenta la destrucción de Jerusalén por obra de los emperadores Tito y Vespasiano. De tema nacional son El rayo de Andalucía y Genízaro de España, comedia en dos partes sobre la leyenda del bastardo Mudarra y los Siete infantes de Lara. La Tragedia del Duque de Verganza tema político donde se trata el conflicto de poderes entre el duque de Verganza y el Rey de Portugal, argumento ya usado por Lope en El Duque de Viseo. La mejor comedia heroica de Cubillo es El Conde de Saldaña, sobre la leyenda de Bernardo del Carpio, en dos partes, la primera inspirada en Las mocedades de Bernardo del Carpio de Lope de Vega y la segunda en El casamiento en la muerte, también de Lope, ambas sobre el héroe leonés. También compuso comedias religiosas como El bandolero de Flandes, El justo Lot, El mejor rey del mundo y templo de Salomón, sobre el rey David, y Los triunfos de San Miguel. Y un auto sacramental que se daba por perdido, ha sido encontrado y editado modernamente: El hereje: Auto en alegoría del sacrílego y detestable cartel que se puso en la ciudad de Granada contra la Ley de Dios y su Madre Santísima) (Vigo: Editorial Academia del Hispanismo, 2008).